# ووستر (فيرمونت)
ووستر (بالإنجليزية: Worcester, Vermont)‏ هي بلدة تقع بولاية فيرمونت في الولايات المتحدة. تبلغ مساحتها 100.6 (كم²)، وترتفع عن سطح البحر 365 م، بلغ عدد سكانها 998 نسمة في عام 2010 حسب إحصاء مكتب تعداد الولايات المتحدة .

## وصلات خارجية
- The US50 - Cities and Towns in Vermont State
- Vermont Cities and Towns, Facts, Map, Flag, Colleges, Government, and More